# 237
Het jaar 237 is het 37e jaar in de 3e eeuw volgens de christelijke jaartelling.

## Gebeurtenissen

### Europa
- De Goten overschrijden de Donaugrens (Limes), ze plunderen Thracië en Macedonië. Keizer Maximinus I Thrax betaalt een schatting nadat de stad Histria (huidige Roemenië) door de "barbaren" is verwoest.

### India
- Dāmasena wordt opgevolgd door zijn jongere zoon Yaśodāman als Mahākshatrapa van Malwa.[1]

## Geboren
- Philippus II, medekeizer van het Romeinse Keizerrijk (overleden 249)

## Overleden
- Chen Qun, Chinees minister